# Clifton (Contea di Pierce, Wisconsin)
Clifton è un comune degli Stati Uniti, situato in Wisconsin, nella Contea di Pierce.